# Arnau Tenas
Arnau Tenas Ureña (ur. 30 maja 2001 w Vic) – hiszpański piłkarz grający na pozycji bramkarza we francuskim klubie Paris Saint-Germain. Młodzieżowy reprezentant Hiszpanii. Uczestnik Letnich Igrzysk Olimpijskich 2024 w Paryżu.

## Sukcesy

### FC Barcelona
- Superpuchar Hiszpanii: 2023[3]

### Paris Saint-Germain
- Mistrzostwo Francji: 2023/24[4]
- Puchar Francji: 2023/24[5]

### Hiszpania U-19
- Mistrzostwo Europy U-19: 2019[6]

### Hiszpania U-21
- Wicemistrzostwo Europy U-21: 2023[7]

### Wyróżnienia
- Drużyna turnieju Mistrzostw Europy U-19: 2019[8]